# Walter Kupper
Walter Kupper (* 25. November 1874 in Attikon; † 13. Dezember 1953 in Zürich) war ein Schweizer Botaniker, der in Deutschland arbeitete. Seine Spezialgebiete waren die Kakteengewächse und Farne und Moose. Sein offizielles botanisches Autorenkürzel lautet „Kupper“.

## Leben
Kupper promovierte 1906 an der Universität München mit der Arbeit Über Knospenbildungen an Farnblättern. Von 1908 bis 1940 arbeitete er am Botanischen Garten in München, 1908 als Kustos, 1916 als Konservator, 1920 als Hauptkonservator. 1937 wurde er zum  Abteilungsleiter befördert, bereits 1928 erhielt er den Professoren-Titel. Von 1931 bis 1932 bereiste er Costa Rica, um Farne und Moose zu sammeln. Er starb 1953 in der Schweiz.

## Werke
- Über Knospenbildung an Farnblättern. G. Fischer, Jena 1906.
- Das Kakteenbuch. (Mit einem Vorwort von Camillo Schneider). Verlag der Gartenschönheit, Berlin-Westend 1928.
- (mit Walter Linsenmaier) Orchideen. Silva-Bilderdienst, Zürich 1952.
- (mit Pia Roshardt) Kakteen. Silva-Bilderdienst, Zürich 1954.